# Gary Burton
Gary Burton (Anderson, Indiana, 1943. január 10. –) hétszeres Grammy-díjas amerikai dzsessz-vibrafonos.

## Életpályája
1960 után a Berklee College of Music tanulója volt két éven keresztül, ott megkezdte hosszú ideig való együttműködését Mike Gibsszel. 1963-ban  George Shearing együttesében, majd két évig Stan Getz-el zenélt. Ezt követően több kisegyüttest vezetett, amelyekben többek között Larry Coryell, Steve Swallow, Roy Haynes, Pat Metheny és Eberhard Weber játszottak. Lemezfelvételeket készített Stéphane Grappelli, Keith Jarrett, Carla Bley, Chick Corea, Michael Brecker és Peter Erskine társaságban. 1971-től a Berklee tanára.
Burton volt a vibrafonnak első olyan játékosa, aki teljesen új, egészen eredeti zenei stílust alakított ki hangszerén. A négy ütő szimultán használata kevésbé „ütőhangszeressé” tette a hangzását. Ezekkel olyan zenei elképzeléseket is meg tudott valósítani, amit korábban csak a zongoristák. Érdeklődése és lelkesedése olyan virtuóz technikához vezették, amely a kortársi zene jelentős  előrelépése.
Homoszexualitását nyíltan vállalja.

## Díjak
Grammy-díjak:

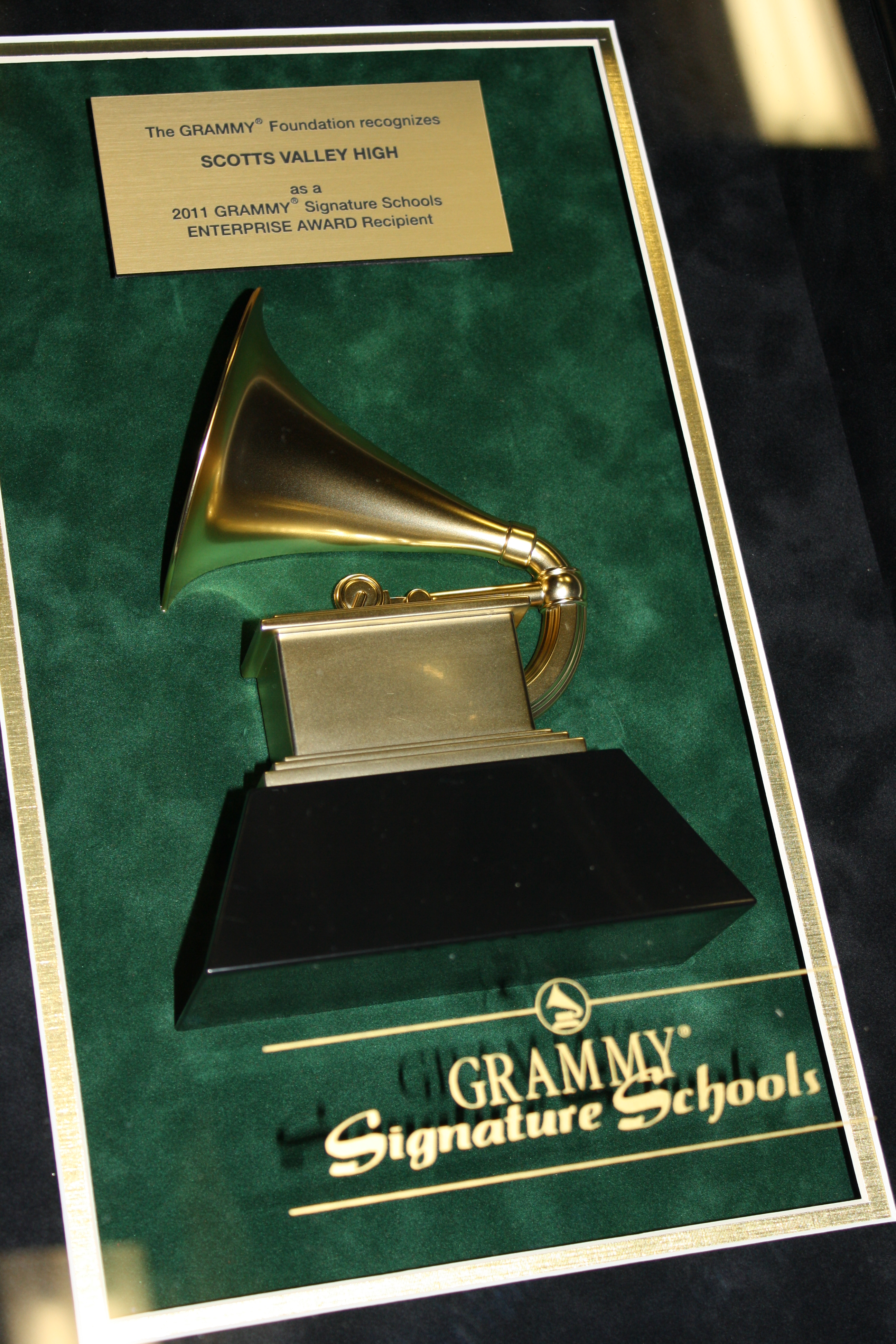

- 1972: Alone At Last: Best Jazz Instrumental Performance
- 1979: Duet: Best Instrumental Jazz Performance
- 1981: Chick Corea and Gary Burton in Concert (Zurich, October 28, 1979): Best Instrumental Jazz Performance
- 1998: Rhumbata: Best Jazz Instrumental Performance
- 1999: Like Minds: Best Instrumental Jazz Performance

## Lemezek
- After the Riot at Newport (1960)
- New Vibe Man in Town (RCA, 1961)
- Who Is Gary Burton? (RCA, 1962)
- Bob Brookmeyer and Friends (1962)
- 3 in Jazz (RCA, 1963)
- Something's Coming (RCA, 1963)
- The Groovy Sound of Music (RCA, 1964)
- The Time Machine (RCA, 1966)
- Tennessee Firebird (RCA, 1966)
- Duster (RCA, 1967)
- Lofty Fake Anagram (RCA, 1967)
- A Genuine Tong Funeral (RCA, 1968), with composiciones de Carla Bley
- Gary Burton Quartet in withcert Live (RCA, 1968)
- Country Roads and Other Places (RCA, 1968)
- Gary Burton & Keith Jarrett (Atlantic, 1969), with Sam Brown en el plantel de músicos
- Throb (Atlantic, 1969)
- Good Vibes (Atlantic, 1970)
- Paris Encounter (Atlantic, 1970), with Stéphane Grappelli
- Live in Tokyo (Atlantic, 1971)
- Alone at Last (Atlantic, 1971)
- Crystal Silence (ECM, 1972, with Chick Corea
- The New Quartet (ECM, 1973)
- Seven Songs For Quartet And Chamber Orchestra (ECM, 1974), with música de Mike Gibbs
- Hotel Hello (ECM, 1974), with Steve Swallow
- Matchbook (ECM, 1974), with Ralph Towner
- Ring (ECM, 1974), with Eberhard Weber
- Dreams So Real (1975), with música de Carla Bley (ECM)
- Passengers (ECM, 1976), with Eberhard Weber
- Times Square (ECM, 1978)
- Duet (ECM, 1979), with Chick Corea
- Easy as Pie (ECM, 1980)
- In withcert, Zurich, October 28, 1979, with Chick Corea (ECM, 1980)
- Picture This (ECM, 1982)
- Real Life Hits (ECM, 1984)
- Gary Burton and the Berklee All-Stars (JVC, 1985)
- Whiz Kids (ECM, 1986)
- Slide Show (ECM, 1986), with Ralph Towner
- Times Like These (GRP, 1988)
- The New Tango (1988), with Astor Piazzolla
- Reunion (GRP, 1989), with Pat Metheny, Will Lee, Peter Erskine, Mitchel Forman
- Right Time, Right Place (GNP Crescendo, 1990)
- Cool Nights (GRP, 1991)
- Six Pack (GRP, 1992)
- It's Another Day (GRP, 1993)
- Face to Face (GRP, 1994)
- Live in Cannes (Jazz World, 1996)
- Astor Piazzolla Reunion: A Tango Excursion (withcord Jazz, 1996)
- Departure (withcord Jazz, 1997)
- Native Sense, with Chick Corea (1997)
- Like Minds, with Chick Corea, Pat Metheny, Roy Haynes és Dave Holland (1998)
- Alone At Last (solo album/CD) En directo: cortes 1 a 3 Montreux-i Jazz Fesztivál 1971. Estudio: cortes 4 a 7. (32jazz, 1999)
- Libertango: The Music of Astor Piazzolla (withcord Jazz, 2000)
- For Hamp, Red, Bags, and Cal (withcord Jazz, 2001), dedicado a Lionel Hampton, Red Norvo, Milt Jackson és Cal Tjader
- Virtuosi (withcord, 2002)
- Music of Duke Ellington (LRC Ltd, 2003)
- Generations (withcord Jazz, 2004)
- Next Generation (withcord, 2005)
- Live in Montreux 2002 (Eagle Eye, 2006)
- L'Hymne a l'Amour (2007), with Richard Galliano
- The New Crystal Silence (withcord Jazz 2008), with Chick Corea
- Quartet Live (withcord Jazz, 2009), with Pat Metheny, Steve Swallow és Antonio Sánchez